# Капанори
Капанори (на италиански: Capannori) е община в Италия, в региона Тоскана, провинция Лука, между Пиза и Флоренция. Населението е около 45 500 души (2007). Общината е важен промишлен център.